# Ingo Plöger
Ingo Plöger (nascido em São Paulo, 11 de outubro de 1949) é um líder empresarial brasileiro de origem alemã que atua na relação Brasil – Alemanha, Mercosul-Europa e América Latina.
Graduado em Engenharia Mecânica na Alemanha pela Universidade Tecnológica de Darmstadt com pós-graduação em Ciências Econômicas e do Trabalho realizada na Universidade Tecnológica de Munique.
Como empresário, é acionista da Cia. Melhoramentos de São Paulo, onde atua no Conselho de Administração.
É fundador e presidente da IPDES, empresa de formação estratégica de cenários e business development, mentoriando transformações institucionais, juntamente com sócios.
Participa ativamente em entidades empresariais, em Comissões Binacionais e Internacionais, formulador de concepções, ideias e debates, no campo Internacional e político, para Europa e América Latina.
Participa como Conselheiro Global em várias empresas tais como Robert Bosch America Latina, VW MAN - Brasil Regional Advisory Board, SONDA S.A empresa de TI no Chile.
Foi conselheiro na Zivi Hercules e na Varig (1994-1999) e na Empresa Brasileira de Aeronáutica (EMBRAER).
É Presidente do Capitulo brasileiro do CEAL Conselho Empresarial da América Latina, do qual foi presidente internacional  
É Conselheiro do Conselho Curador da Fundação Educacional Inaciana - FEI - e atua no Comitê de Inovação do Centro Universitário
É Conselheiro da Fundação da Faculdade de Medicina de São Paulo.
É Conselheiro (foi Presidente) do Conselho Curador da Fundação Criança do ITACI Instituto de Tratamento do Câncer Infantil
É membro do Conselho Consultivo da Sociedade Beneficente Alemã SBA (foi Presidente)
É Vice Presidente da Associação Brasileira do Agronegócio ABAG 
É Co-Chairman pelo lado brasileiro da Iniciativa de Cooperação Brasil Alemanha no Agronegócio e Inovação 
Membro da MEI Movimento pela Inovação da CNI 
Membro do COPIN Comissão de Politica Industrial CNI e do CONCEX Conselho de Comercio Exterior da FIESP 

## Atuação em instituições
Desde dos 17 anos, Ingo Plöger atuou na política estudantil no Centro Latino Americano de Coordenação de Estudos (CLACE). Representou o Capítulo Brasileiro da Society for International Development SID em congressos na Costa Rica, Edimburgo e Costa do Marfim.
Lecionou na Universidade do Brasil (UNB) (1979-1981) como professor convidado pela Reitoria de Extensão Acadêmica e ali também coordenou o primeiro curso de educação à distância sobre Ciência Política (1982), participando de debates com Karl Deutsch, entre outros. Foi coordenador de cursos a distancia de Ciência Política em São Paulo para a UnB.
Foi Presidente Internacional do Conselho Empresarial da América Latina (CEAL),atualmente é Presidente do Capítulo Brasil do CEAL,, participou da Comissão Nacional de Política e Exportação (CONEX), a convite do Ministério do Desenvolvimento, Indústria e Comércio Exterior (MDIC), Ministro Armando Monteiro.
Atua como Membro da Comissão de Política Industrial e Desenvolvimento Tecnológico (COPIN) na Confederação Nacional das Indústrias. Ampla participação Institucional em Conselhos de agências como Invest-Brasil, foi conselheiro na Invest São Paulo, na Fundação Educacional Inaciana Padre Saboia de Medeiros (FEI), na Associação Brasileira de Agronegócios (ABAG), e World Trade Center.
É Presidente do Conselho Curador da Fundação Criança no ITACI Instituto de Tratamento de Câncer Infantil em São Paulo, ligado ao Hospital das Clinicas. É membro do Conselho da Fundação Faculdade de Medicina de São Paulo.
Em 2002 foi eleito Co-Chairman do MEBF (Mercosul – European - Business Forum) pelo Mercosul, substituindo Luis Furlan que acabara de ser nomeado Ministro. Esteve nessa função até 2003.
Foi presidente da Câmara de Comércio e Indústria Brasil-Alemanha, por dois períodos.
Ingo Plöger atua há décadas em prol do incremento das relações comerciais entre Brasil e Alemanha. Desde 1978 participa da organização de congressos Brasil-Alemanha. Nas primeiras edições do Encontro Econômico Brasil-Alemanha (EEBA), e de suas Comissões Mistas de Desenvolvimento Econômico Brasil Alemanha, até hoje.
Nos anos de 2003-2005 atuou na promoção de investimentos do Brasil. Na Agência Brasileira de Promoção de Exportações e Investimentos (APEX Brasil) assumiu a posição de Diretor de investimentos da na equipe do Ministro Luis Fernando Furlan do Ministério do Desenvolvimento Indústria e Comércio (MDIC). Responsabilizou-se pela coordenação das conferências para captação de investimentos da Presidência da República.
Participou em vários Conselhos de Administração e Conselhos Consultivos internacionais como EMBRAER, BOSCH, FRESENIUS-KABI, LAPP, e atuais como Melhoramentos, Sonda, Bosch LAC, VW Caminhões e Ônibus. 
Na Alemanha, de 1973-75, trabalhou no Battelle Institut em Frankfurt em pesquisa, inovação e criatividade, durante seus estudos universitários, desenvolvendo metodologias e cenários. Participou de projetos de Technology Assessment no Batelle Institut Frankfurt Main.
No Brasil, começou suas atividades profissionais como Diretor Geral e Partner da Kienbaum Consultores, empresa de consultoria alemã, dedicando-se a trazer investimentos estratégicos para o Brasil e Américas, business development e recursos humanos. Introduziu no Brasil o Individual Assessment, metodologia de avaliação pessoal e professional de executivos e lideranças.
Concebeu, desenvolveu e implantou o Centro Empresarial Transatlântico como a “casa alemã" no Brasil, integrando cultura, economia e gastronomia.
De 1992 a 2002 atuou como Presidente Executivo da Cia. Melhoramentos, onde reestruturou a empresa, dinamizando seus negócios, e implantando inovações.
Em 2003 funda sua empresa IP Desenvolvimento Empresarial e Institucional Ltda, que atua em Business Development, Mentoring Institucional e Pessoal, e Estratégias, para empresas e instituições.
Entre 1982 e 1992 participa de Conselhos de Administração da Zivi-Hercules, Kaiowa, Melhoramentos e de Conselhos Consultivos de empresas de médio portes familiares como Herion e Dorma.
Atuou como Presidente da Paroquia de Santo Amaro, da Igreja Evangélica de Confissão Luterana, pertencente à União Paroquial de São Paulo na década de 80.  Na década de 90 assumiu a Presidencia do Projeto da Reconciliação do Menor, Projeto de inserção social em São José, São Paulo.
No início da década de 90, foi convidado a participar do Conselho de Administração da VARIG SA, em sua transformação organizacional, que deixou em 1996.

## Outros interesses
A princípio pretendia seguir na aeronáutica, paixão que nunca abandonou. Como engenheiro mecânico se dirigiu para o desenvolvimento em áreas inovadoras. Mas não deixou de lado seu gosto pela aviação tendo voado em pequenas aeronaves. Em 1971 participou do 1º Campeonato Mundial de Helicópteros a convite de Hanna Reitsch, a maior aviadora de testes e planadores da Alemanha o que aumentou o seu fascínio pela aviação. Sua experiência pessoal o levou a desenvolver mentoreamento a lideranças para líderes de instituições e empresas.
É cristão e se engaja pela integração ecumênica das igrejas. Foi presidente da Igreja Luterana da Paz, a assim como da Reconciliação do Menor, ação social na periferia de São Paulo, e da Sociedade Beneficente Alemã, de 180 anos de existência.
Se dedica à Integração das Américas, por uma "América sem Fronteiras", integrando pelos biomas, educação, infraestrutura, energia, e pela transformação digital, para uma convivência mais harmoniosa, inserciva, participativa para aumentar o bem estar dos latino americanos.
Se dedica a mentorear lideranças empresariais, educacionais e institucionais para a governança de transformação.

## Títulos Honoríficos
- Comendador pela Ordem de Rio Branco, 2001.[11]
- Medalha “Brigadeiro Tobias de Aguiar” da Polícia Militar de São Paulo, 1997.[12]
- Personalidade Brasil-Alemanha 2004 pela Câmara de Comércio e Indústria Brasil Alemanha (AHK) e Confederação Alemã das Câmaras de Comércio e Indústria – DIHT.
- Cruz oficial da Ordem do Mérito da República Federal da Alemanha, 2006.
- Medalha Herois de 32, pela ALESP em 30 de setembro de 2019 São Paulo.

## Algumas publicações de Ingo Plöger

### Livros
- "No limiar da sombra " Besaliel Botelho, Editora Areia 2022, Joinville - SC Brasil, ISBN 978-65-86150-69-8 Prefacio por Ingo Ploger
- "Quando o futuro se torna presente" a infância de grandes líderes, Editora Aspectum Brasil, 2022. Capítulo 09 Ingo Ploger, pag 291, ISBN 978-65-996310-0-9
- " Reputação e valor compartilhado" Conversas com CEOs das empresas líderes em ESG. Elisa Prado e Tatiana Maia Lins, Aberje 2022, Apresentação por Ingo Ploger, ISBN 978-65-86831-48-1
- " Von der Verpflichtung der Vergangenheit zur Herausforderung der Zukunft" Festrede auf dem festkomers des WVAC zu Braunschweig am 19 November 1967; veröffentlicht in der " Die Wachenburg Nachrichten des Weinheimer Senioren Convents" , 68 Jahr der WSC Zeitschriften, 25. Jahr der Wachenburg, 2 März/April 1977;Verlag Laupenmühlen Druck KG, Bochum; S 46-48.
- “Karl Deutsch e a Ciência Política Moderna” in Deutsch na UnB: conferências, comentários e debates de um seminário internacional realizado de 11 a 15 de agosto de 1980. Brasília: Editora Universidade de Brasília, 1980. p. 19-29.
- “Mudança Política” in Curso de Introdução à Ciência Política da Universidade de Brasília. Brasília: Editora da Universidade de Brasília, 1980.
- Mercosur European Union Business Forum - Recomdeations for a Free Trade Agreement, Documents of the IV Conference in Brasília October 2003, Konrad Adenauer Stiftung, 2004, together with Guy Dollé. ISBN 85-7504-055-3
- Sociedades Anonimas, Mercado de Capitais e outros Estudos, Homenagem a Luiz Leonardo Cantidiano, Vol.1, Maria Lucia Cantidiano, Igor Muniz, Isabel Cantidiano et.al.; Qarter latin , 2019 São Paulo; ISBN 978-85-7674-883-0  pg 61
- Debates em torno da proposta de uma nova constituição do Prof. Modesto Carvalhosa, Quartier Latin 2024, Vol 1, ISBN 978-65-5575-233-5  pg 161-172

### Artigos em periódicos
- “A sustentabilidade dos programas partidários no Brasil”. Jornal do Commercio. Rio de Janeiro, 24 de outubro de 2006, p. A17.
- “A imprevisibilidade é um bem”. Gazeta mercantil. São Paulo.11 de julho de 2007, p.B2.
- “Brasilien in einer neuen deutschen Wahrnehmung?”. Brasil-Post. São Paulo. 14-16 de maio de 2008, p. 3.
- “Eine Zeit für uns”. Brasil-Post. São Paulo,23 de dezembro de 2005.
- “É o câmbio, estúpido!”. Correio Braziliense. Brasília, 19 de abril de 2012.
- “Klimawandel durch Klimahandel”. Brasil-Post. São Paulo, 18 de abril de 2003.
- “Liderança brasileira à prova”. Gazeta mercantil. São Paulo. 4 de junho de 2007, p. A6.
- “Novos tempos, outros riscos”. Valor Econômico. São Paulo, 22 de abril de 2008. P.A14.
- “Sem concepção, sobra confusão”. Gazeta mercantil. São Paulo, p. A14.
- Sociedades Anônimas, Mercado de Capitais e outros Estudos. Maria Lucia Cantidiano, Igor Muniz e Isabel Cantidiano et al. Quartier Latin 2019, pg 61-65
- Entrevista com Ingo Ploger "Como construir um legado familiar ao longo de 5 gerações?" por Francisco Vila, Revista Perfil, edição 108, ano 11, dezembro 2022, @revistaperfiloficial, www.perfilrevista.com.br,
- " Governança de crise é para profissionais" Ingo Ploger, Jornal Valor Econômico, 18,19 e 20 maio 2024, A14
- " Uma boa proposta do Brasil ao mundo" Ingo Ploger, Jornal Valor Economico, 13 de agosto 2024,  A19
- " O Brasil tem medo de crescer ?" Ingo Ploger, Jornal Valor Economico, 17 dezembro 2024, A16
- " O Brasil tem medo de crescer?" Segue Versão 2, Ingo Ploger Jornal Valor Economico, 31 dezembro 2024,
- "What Trumo doctrin and Trump styles mean for Latin America" - a must read column by Ingo Ploger https://latintrade.com/2025/03/01/what-trump-doctrine-and-trum-style-mean-for-latin-america-a-must-read-column-by-ingo-ploger/

The EU-Mercosur Association Agreement, Mutual Advantages for Business and Economic Cost Failure, MEBF Mercosur Chair of Institut dÉstudes Politiques de Paris, Science Po, Edited by Alfredo G.A. Valadão, Paris 2004, Opening Statement by Ingo Ploger and Guy Dolle 
New dynamics and other articles in Latin Trade, Opinion by Ingo Ploger, https://latintrade.com/category/opinion/ingo-ploger/ https://latintrade.com/tag/ingo-ploger/

## Sites
- Infomoney: colunista 2009-2010. - http://www.infomoney.com.br
- Latin Trade; escreve mensalmente na coluna Opiniões  http://www.latintrade.com
- Linkedin linkedin.com/in/ingo-ploger  Newsletter Visionary Dialogue
- IPDES www.ipdes.com.br

#### Outros
- http://spcity.com.br/serie-avenida-paulista-o-palacete-dos-weiszflog-na-esquina-da-alameda-campinas/
- http://www.portaldaindustria.com.br/cni/imprensa/2015/09/1,72906/crise-e-oportunidade-para-reformas-estruturais-concluem-painelistas-no-eeba.html
- http://arquivos.portaldaindustria.com.br/app/conteudo_18/2014/07/26/1407/V12EEBAPrograma.Portugus.PARAPORTAL.pdf
- https://web.archive.org/web/20160315040638/http://www.revista-uno.com.br/staff/ingo-ploger/
- http://www.brasilalemanha.com.br/novo_site/noticia/prato-cheio-ahkpoa-inglo-ploger-fala-sobre-perspectivas-do-brasil-nas-americas-2016/6977
- http://cbn.globoradio.globo.com/programas/globo-news-painel/MAIS-RECENTES.htm
- https://www.al.sp.gov.br/noticia/?id=402469
- https://www.perfilrevista.com.br capa 66 pg 56
- https://www.youtube.comqlive/RJcP5pCzkJw?si=mJJQazikTjEzw7OI Roda Viva Ingo Ploger 30q06/2016